# Beate Bröcker
Beate Bröcker (* 5. März 1956 in Osnabrück) ist eine deutsche Politikerin (SPD). Sie war von Oktober 2009 bis September 2013 und von April 2016 bis Dezember 2021 Staatssekretärin im Sozialministerium des Landes Sachsen-Anhalt.

## Leben und Beruf
Nach ihrem Studium der Volkswirtschaftslehre in Münster bis 1979 und einigen Stationen als Ausbildungs- und Berufsberaterin in der Arbeitsverwaltung in Osnabrück war Bröcker 1991 im Sozialministerium in Sachsen-Anhalt zunächst als Referentin tätig, später als Referats- und stellvertretende Abteilungsleiterin in der Arbeitsmarktpolitik.

## Politik
Bröcker ist seit 1988 Mitglied der SPD.
Von 2002 bis 2008 war sie Beigeordnete für Jugend, Soziales und Gesundheit in der Landeshauptstadt Magdeburg. Im Jahr 2008 wurde sie als Sozialbeigeordnete nicht wiedergewählt und war danach als freiberufliche Unternehmensberaterin in der Sozialwirtschaft tätig. Am 5. Oktober 2009 wurde sie zur Staatssekretärin im Ministerium für Gesundheit und Soziales ernannt. Sie trat die Nachfolge von Christiane Dienel an, die am 28. September 2009 abberufen wurde.
Im Rahmen der Regierungsbildung nach der Landtagswahl 2011 wurde das Sozialministerium um den Bereich Arbeit erweitert. Bröcker war ab dem 20. April 2011 Staatssekretärin im von Norbert Bischoff geführten Ministerium für Arbeit und Soziales. Am 26. September 2013 schied sie wegen interner Differenzen um Sparbeschlüsse im Rahmen der Haushaltsaufstellung aus und wurde in den einstweiligen Ruhestand versetzt. Im April 2016 übernahm sie unter der neuen Arbeits- und Sozialministerin Petra Grimm-Benne das Amt erneut. Zum Jahresende 2021 trat sie in den Ruhestand ein. Ihr folgte Wolfgang Beck nach.

## Engagement und sonstige Tätigkeiten
Im Jahr 2016 wurde sie zur Aufsichtsratsvorsitzenden der Salus gGmbH gewählt.
Seit 2021 ist sie Schirmherrin des Landesverbandes der Deutschen Multiple Sklerose Gesellschaft.